# 59. Infanterie-Brigade (Deutsches Kaiserreich)
Die 59. Infanterie-Brigade war ein Großverband der Preußischen Armee.

## Geschichte
Die 59. Infanterie-Brigade wurde am 1. April 1890 in Saarburg in Lothringen aufgestellt, nachdem die bisherige 59. Infanterie-Brigade in 66. Infanterie-Brigade umbenannt worden war.
Bis 1912 war sie Teil der 30. Division in Metz, die dem XV. Armee-Korps zugeordnet war. Anschließend gehörte sie bis zu ihrer Auflösung am 7. November 1915 zur 42. Division, die dem XXI. Armee-Korps in Straßburg unterstellt war.

### Erster Weltkrieg
Die Brigade kämpfte im Verband der 42. Division an der Westfront bis zu ihrer Verlegung an die Ostfront Ende Januar 1915.
Zu den Kampfhandlungen, Gefechten und Schlachten siehe Kampfgeschehen der 42. Division.

## Gliederung
1890 bis 1905
- Infanterie-Regiment Nr. 97, ab 1902 1. Oberrheinisches Infanterie-Regiment Nr. 97
- Infanterie-Regiment Nr. 136, ab 1902 4. Lothringisches Infanterie-Regiment Nr. 136

1906 bis zur Auflösung
- 1. Oberrheinisches Infanterie-Regiment Nr. 97
- 3. Unter-Elsässisches Infanterie-Regiment Nr. 138

## Kommandeure
| Name                            | Datum                                                    |
| ------------------------------- | -------------------------------------------------------- |
| Kurt von Lützow                 | 01. April 1890 bis 26. Januar 1892                       |
| Otto von Grone                  | 27. Januar 1892 bis 17. August 1895                      |
| Friedrich Wilhelm von Schaeffer | 18. August 1895 bis 17. August 1897                      |
| Maximilian Sommer               | 18. August 1897 bis 24. März 1899                        |
| Hugo Kohlhoff                   | 25. März 1899 bis 21. April 1902                         |
| Ernst von Twardowski            | 22. April 1902 bis 23. April 1904                        |
| Georg Friedberg                 | 24. April 1904 bis 19. März 1906                         |
| Friedrich von Krane             | 20. März 1906 bis 16. Januar 1908                        |
| Friedrich Klingelhöffer         | 17. Januar 1908 bis 19. März 1911                        |
| Theodor von Wundt               | 20. März 1911 bis 31. März 1913                          |
| Karl Becker                     | 01. April 1913 bis 21. April 1914                        |
| Lutze von Wurmb                 | 22. April 1914 bis 8. Januar 1915                        |
| Arndt von Leipziger             | 09. Januar 1915 bis 19. März 1915                        |
| Bruno Melms                     | 20. März 1915 bis 6. November 1915 (Auflösung)           |
| Friedrich Zechlin               | 18. Dezember 1918 bis 15. Februar 1919 (Demobilisierung) |